# سیمن دونلی
سیمن دونلی (انگلیسی: Simon Donnelly؛ زادهٔ ۱ دسامبر ۱۹۷۴) یک بازیکن فوتبال اهل بریتانیا است.